# Obrataň
Obrataň (en allemand : Wobratein) est une commune du district de Pelhřimov, dans la région de Vysočina, en République tchèque. Sa population s'élevait à 795 habitants en 2020.

## Géographie
Obrataň se trouve à 7 km au sud-ouest de Pacov, à 21 km à l'ouest-sud-ouest de Pelhřimov, à 47 km à l'ouest de Jihlava et à 82 km au sud-est de Prague.
La commune est limitée par Cetoraz au nord, par Pacov au nord-est, par Eš, Věžná, Kámen et Dobrá Voda u Pacova à l'est, par Lidmaň, Černovice et Křeč au sud, par Dolní Hořice à l'ouest et par Vodice au nord-ouest.

## Histoire
La première mention écrite de la localité date de 1365.

## Administration
La commune est divisée en 8 sections :
- Obrataň
- Bezděčín
- Hrobská Zahrádka
- Moudrov
- Šimpach

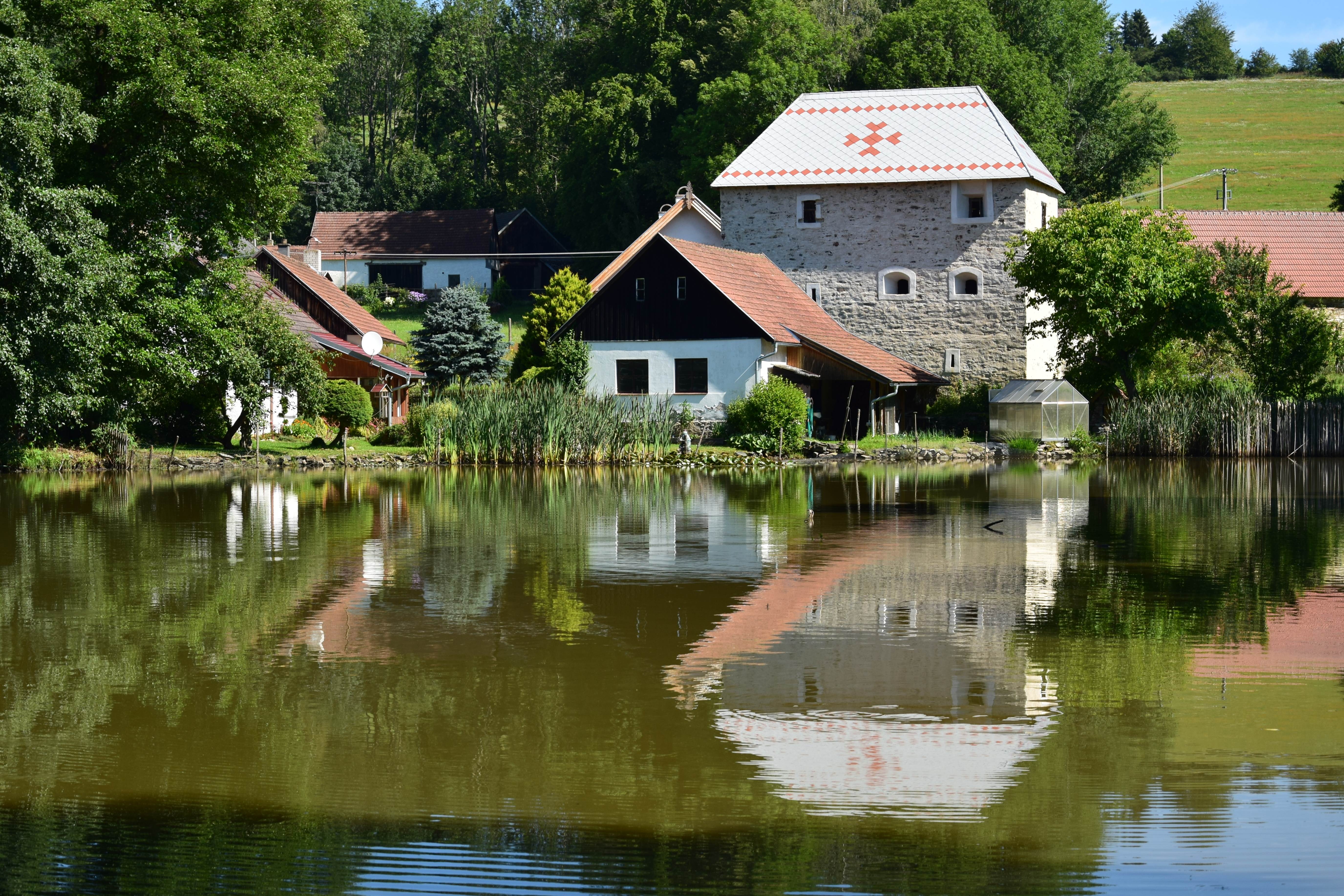
Sudkův Důl
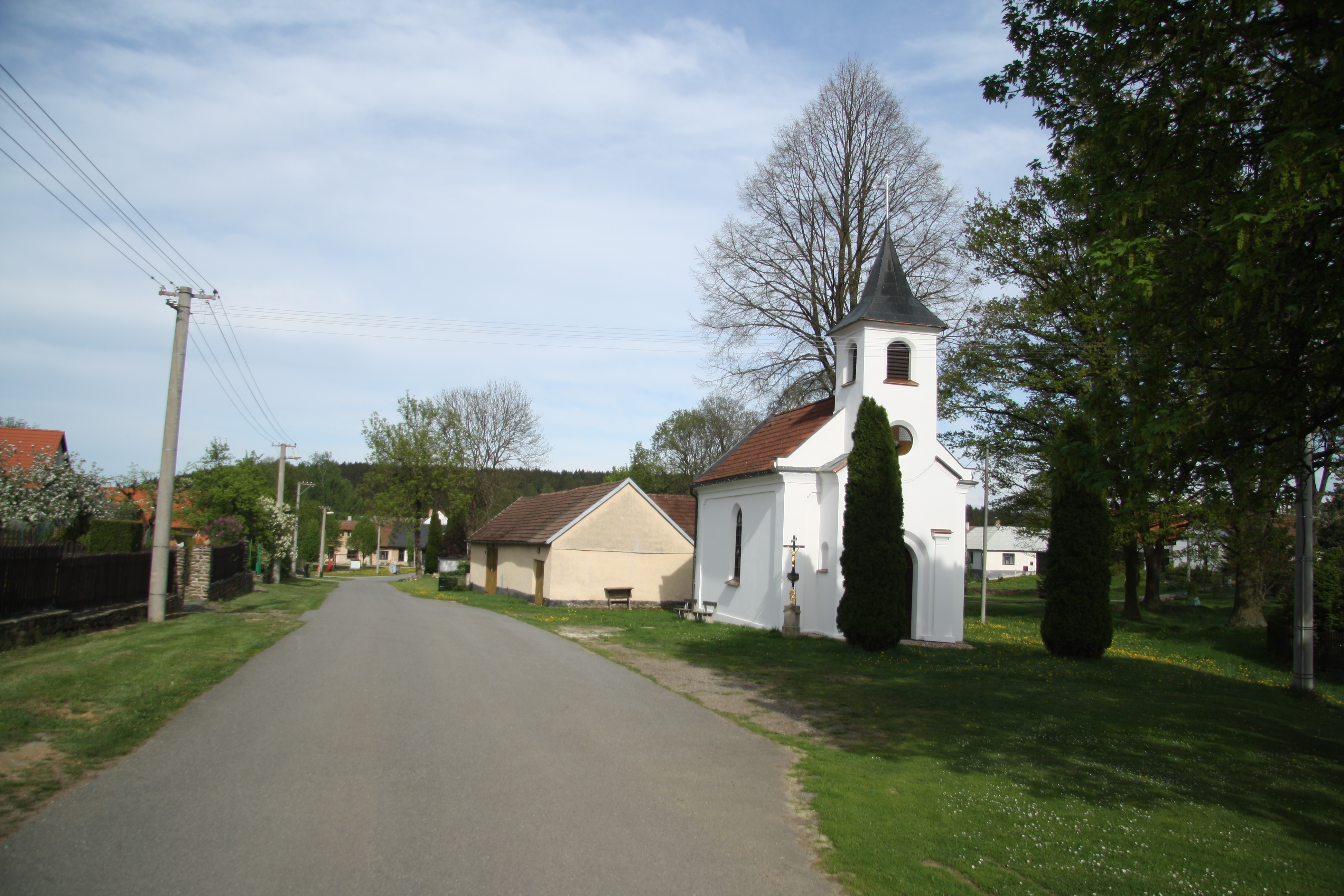
Šimpach.

- Údolí
- Vintířov

- Sudkův Důl.
- Šimpach.

## Transports
Par la route, Obrataň se trouve à 8 km de Pacov, à 22 km de Pelhřimov, à 53 km de Jihlava à 112 km de Prague.